# Ektoinska sintaza
Ektoinska sintaza (EC 4.2.1.108, -acetildiaminobutirat dehidrataza, N-acetildiaminobutanoat dehidrataza, L-ektoin sintaza, EctC, 4-N-acetil-L-2,4-diaminobutanoat hidrolijaza (formira -ektoin)) je enzim sa sistematskim imenom N4-acetil--2,4-diaminobutanoat hidrolijaza (formira -ektoin). Ovaj enzim katalizuje sledeću hemijsku reakciju
4-acetil--2,4-diaminobutanoat {\displaystyle \rightleftharpoons } -ektoin + H2O
Ovaj enzim učestvuje u biosintezi ektoina.

## Literatura
- Nicholas C. Price; Lewis Stevens (1999). Fundamentals of Enzymology: The Cell and Molecular Biology of Catalytic Proteins (Third изд.). USA: Oxford University Press. ISBN 019850229X.
- Eric J. Toone (2006). Advances in Enzymology and Related Areas of Molecular Biology, Protein Evolution (Volume 75 изд.). Wiley-Interscience. ISBN 0471205036.
- Branden C; Tooze J. Introduction to Protein Structure. New York, NY: Garland Publishing. ISBN 0-8153-2305-0.
- Irwin H. Segel. Enzyme Kinetics: Behavior and Analysis of Rapid Equilibrium and Steady-State Enzyme Systems (Book 44 изд.). Wiley Classics Library. ISBN 0471303097.
- William P. Jencks (1987). Catalysis in Chemistry and Enzymology. Dover Publications. ISBN 0486654605.

## Spoljašnje veze
- Ectoine+synthase на 